# Picot collnegre
El picot collnegre (Colaptes atricollis) és una espècie d'ocell de la família dels pícids (Picidae) que habita boscos rabassuts, boscos de ribera i encara deserts dels vessants dels Andes del Perú.